# Дублинская декларация об охране материнского здоровья
Дублинская декларация об охране материнского здоровья (англ. The Dublin Declaration on Maternal Healthcare) — декларация, принятая антиабортными активистами на конференции в Дублине 8 сентября 2012 года и утверждающая, что аборт якобы никогда не является необходимым для спасения жизни женщины.
Утверждения декларации противоречат современным научным представлениям, согласно которым возможность безопасного и легального терапевтического аборта важна для защиты жизни женщин и снижения материнской смертности.
Декларация была переведена на 18 языков. Она используется антиабортными активистами разных стран в спорах вокруг абортов и для оказания давления на политиков с целью ограничения права женщин на аборты. Она даёт политикам оправдание, позволяющее выступать против медицинских процедур, необходимых для сохранения жизни женщин.
В странах Латинской Америки декларация широко распространяется консервативными религиозными активистами католическими и евангелическими церквей. В частности, её влияние сильно в Чили и Сальвадоре. В США декларация продвигается антиабортной организацией Live Action.